# Петропавловка (Доманёвский район)
Петропавловка (укр. Петропавлівка, с 1928 до 19 мая 2016 г. — Фрунзе) — село в Доманёвском районе Николаевской области Украины.
Основано в 1928 году. Население по переписи 2001 года составляло 781 человек. Почтовый индекс — 56435. Телефонный код — 5152. Занимает площадь 1,4 км².

## Местный совет
56435, Николаевская обл., Доманёвский р-н, с. Петропавловка, ул. Торговая, 16